# Leptocera parafinalis
Leptocera parafinalis är en tvåvingeart som beskrevs av Papp 1973. Leptocera parafinalis ingår i släktet Leptocera och familjen hoppflugor.
Artens utbredningsområde är Mongoliet. Inga underarter finns listade i Catalogue of Life.